# Elipsos
Az Elipsos a Francia Államvasút (SNCF) és a Spanyol Államvasút (RENFE) közös vállalata volt, mely a két ország közötti nemzetközi nagysebességű járatokat üzemeltette.

## Története
Korábban a márkanévhez a RENFE nyomtávváltós Trenhotel járatai tartoztak, ám miután létrejött a két ország között a normál nyomtávolságú nagysebességű vasúti kapcsolat is, a Trenhotel járatok megszűntek és nappal közlekedő TGV és AVE járatok kapták meg a márkanevet.

## Egykori járatok
| Vonattípus | Útvonal                                   | Menetidő      | Vonatpárok száma naponta |
| ---------- | ----------------------------------------- | ------------- | ------------------------ |
| TGV        | Párizs – Barcelona                        | 6 óra 25 perc | 3                        |
| AVE        | Lyon – Barcelona                          | 5 óra 1 perc  | 1                        |
| AVE        | Toulouse – Barcelona                      | 3 óra 8 perc  | 1                        |
| AVE        | Marseille – Madrid (Barcelonán keresztül) | 7 óra 40 perc | 1                        |

## Járművek
- SNCF : TGV Euroduplex - harmadik generációs emeletes TGV motorvonat, a TGV Duplex legújabb változata;
- Renfe : S100 sorozat

## Kiszolgált állomások
| Név                                 | Ország        | Közigazgatási egység    | Vasútvonal | Szolgáltatások | Kép |
| ----------------------------------- | ------------- | ----------------------- | --- | --- | --- |
| Camp de Tarragona                   | Spanyolország | La Secuita              | Madrid–Barcelona nagysebességű vasútvonal | Alta Velocidad Española Alvia Trenhotel Avant InterCity Elipsos Iryo |     |
| Estación de Barcelona Sants         | Spanyolország | Barcelona Sants         | Madrid–Barcelona nagysebességű vasútvonal Barcelona–Girona–Portbou-vasútvonal Barcelona–Latour-de-Carol - Enveitg-vasútvonal Barcelona–Mataró–Maçanet-Massanes-vasútvonal Sant Vicenç de Calders–Barcelona-vasútvonal Madrid-Barcelona-vasútvonal LGV Perpignan-Barcelona | Alvia Alta Velocidad Española Trenhotel Alaris Avant Euromed TGV InterCity Elipsos Estrella Ouigo España Rodalies Barcelona 1-es vonal Rodalies de Barcelona 2-es vonal Rodalies Barcelona 3-as vonal Rodalies Barcelona 4-es vonal Línea R11 Línea R12 Línea R13 Línea R14 Línea R15 Línea R16 Línea 34 Línea 1 líne R2 sud ligne R2 Nord Iryo |     |
| Estación de Figueras-Vilafant       | Spanyolország | Figueres                | Madrid–Barcelona nagysebességű vasútvonal LGV Perpignan–Figueres | Alta Velocidad Española Avant Euromed TGV Elipsos Avlo |     |
| Estación de Gerona                  | Spanyolország | Girona                  | Madrid–Barcelona nagysebességű vasútvonal Barcelona–Girona–Portbou-vasútvonal LGV Perpignan-Barcelona | Alta Velocidad Española Avant Euromed TGV Elipsos Estrella Avlo |     |
| Estación de Zaragoza-Delicias       | Spanyolország | Zaragoza                | C-1 line Madrid–Barcelona nagysebességű vasútvonal Zaragoza–Huesca nagysebességű vasútvonal | Alvia Alta Velocidad Española Trenhotel InterCity Elipsos Estrella Avlo Iryo |     |
| Gare de Béziers                     | Franciaország | Béziers                 | Bordeaux–Sète-vasútvonal Béziers-Neussargues-vasútvonal | TGV Intercités Alta Velocidad Española Elipsos |     |
| Gare de Carcassonne                 | Franciaország | Carcassonne             | Bordeaux–Sète-vasútvonal Carcassonne-Rivesaltes-vasútvonal | TGV Intercités TER Occitanie Elipsos |     |
| Gare de Lyon-Part-Dieu              | Franciaország | Lyon                    | Lyon–Genf-vasútvonal Párizs–Marseille-vasútvonal | TGV Intercités Eurostar Alta Velocidad Española Ouigo Lyria Elipsos Annecy - Aix - Lyon ligne 10 |     |
| Gare de Marseille-Saint-Charles     | Franciaország | Marseille Saint-Charles | Párizs–Marseille-vasútvonal Marseille–Ventimiglia-vasútvonal Lyon-Perrache-Grenoble-Marseille-vasútvonal Marseille-Saint-Charles-Marseille-Joliette-vasútvonal L’Estaque–Marseille-Joliette-vasútvonal                                                                    | TGV Intercités Thalys Eurostar Ouigo Lyria TER Auvergne-Rhône-Alpes TER Occitanie Elipsos Alta Velocidad Española ligne 1 TGV inOui ligne 02 ligne 6 ligne 07A ligne 07B ligne 08 ligne 09 ligne 10 ligne 11 ligne 12 ligne 13 |     |
| Gare de Montpellier-Saint-Roch      | Franciaország | Montpellier             | Tarascon–Sète-Ville-vasútvonal Paulhan-Montpellier-vasútvonal | TGV Intercités Ouigo Alta Velocidad Española Elipsos ligne 11 |     |
| Gare de Narbonne                    | Franciaország | Narbonne                | Bordeaux–Sète-vasútvonal Narbonne–Portbou-vasútvonal Narbonne–Bize-vasútvonal | TGV Intercités Alta Velocidad Española TER Occitanie Elipsos |     |
| Gare de Nîmes                       | Franciaország | Nîmes                   | Tarascon–Sète-Ville-vasútvonal Saint-Germain-des-Fossés-Nîmes-Courbessac-vasútvonal | TGV Intercités Ouigo Alta Velocidad Española TER Occitanie Elipsos ligne 11 |     |
| Gare de Perpignan                   | Franciaország | Perpignan               | Narbonne–Portbou-vasútvonal LGV Perpignan–Figueres Perpignan-Villefranche - Vernet-les-Bains-vasútvonal Perpignan-Thuir-vasútvonal | TGV Intercités Alta Velocidad Española TER Occitanie Elipsos |     |
| Gare de Sète                        | Franciaország | Sète                    | Bordeaux–Sète-vasútvonal Tarascon–Sète-Ville-vasútvonal | TGV Intercités TER Occitanie Elipsos |     |
| Gare de Toulouse-Matabiau           | Franciaország | Toulouse                | Bordeaux–Sète-vasútvonal Brive-la-Gaillarde–Toulouse-vasútvonal Toulouse–Bayonne-vasútvonal | TGV Intercités TER Occitanie Elipsos |     |
| Gare de Valence-Rhône-Alpes-Sud TGV | Franciaország | Alixan                  | Combs-la-Ville-Saint-Louis-vasútvonal LGV Méditerranée Valence–Moirans-vasútvonal | TGV Thalys Ouigo Alta Velocidad Española Lyria Elipsos Grenoble ↔ Valence ligne 14 Gap - Die - Valence - (Romans) |     |
| Gare d’Agde                         | Franciaország | Agde                    | Bordeaux–Sète-vasútvonal | TGV Elipsos |     |
| Gare d’Aix-en-Provence TGV          | Franciaország | Cabriès                 | LGV Méditerranée | TGV Thalys Ouigo Lyria Elipsos Alta Velocidad Española |     |
| Gare d’Avignon TGV                  | Franciaország | Avignon                 | Combs-la-Ville-Saint-Louis-vasútvonal LGV Méditerranée | TGV Thalys Eurostar Alta Velocidad Española Ouigo Lyria Elipsos ligne 16 ligne 09 |     |
| Madrid Atocha                       | Spanyolország | Madrid                  | Madrid–Barcelona nagysebességű vasútvonal Madrid–Sevilla nagysebességű vasútvonal Madrid–Valladolid nagysebességű vasútvonal Madrid–Toledo nagysebességű vasútvonal Madrid–Levante nagysebességű vasútvonal Madrid-Barcelona-vasútvonal Madrid–Ciudad Real-vasútvonal     | Elipsos InterCity Altaria Alta Velocidad Española Avant Alvia Avlo |     |
| Paris Gare de Lyon                  | Franciaország | Párizs 12. kerülete     | Párizs–Marseille-vasútvonal | TGV Lyria TER Bourgogne-Franche-Comté Noctilien Elipsos Trenitalia France A RER-vonal D RER-vonal Transilien service R |     |